# 长圆叶新木姜子
长圆叶新木姜子（学名：Neolitsea oblongifolia）为樟科新木姜子属下的一个种。其种加词“oblongifolia”意为“长椭圆叶子的”。